# Neuralrör
Neuralrör (även kallat medullarör) är föregångare till det centrala nervsystemet hos ryggradsdjur som håller på att utvecklas som embryo. Detta innefattar hjärnan och ryggmärgen. Neuralrörets främre del bildar hjärnan, medan den bakre delen utvecklas till ryggmärgen.